# Grobda
Grobda (グロブダー Gurobudā?) es un videojuego de género matamarcianos publicado por Namco, originalmente como arcade, en 1984. Es un spin-off de Xevious, ya que el tanque del jugador había aparecido por primera vez en dicho juego, como enemigo.